# Rudi-Stephan-Gymnasium
Das Rudi-Stephan-Gymnasium (kurz RSG) ist eines von drei Gymnasien in der rheinhessischen Stadt Worms. Es ist mit seiner knapp 500-jährigen Geschichte das älteste Gymnasium der Stadt sowie nach dem Kurfürst-Salentin-Gymnasium in Andernach, dem Eduard-Spranger-Gymnasium in Landau in der Pfalz, dem Herzog-Johann-Gymnasium in Simmern/Hunsrück und dem Gymnasium im Alfred-Grosser-Schulzentrum in Bad Bergzabern die fünftälteste Schule in Rheinland-Pfalz. Seit April 2018 ist das Gymnasium als Europaschule zertifiziert.

## Geschichte

### 16. bis 18. Jahrhundert
Die Schule wurde im Jahr 1527 als Städtische Lateinschule in der Nähe des heutigen Marktplatzes in den Räumen des infolge der Reformation erloschenen Franziskanerklosters Mariae Verkündigung gegründet. Zugelassen waren lediglich Schüler lutherischer Konfession. Knapp vierzig Jahre später, 1565, wurde eine weitere Lateinschule in Neuhausen durch den Kurfürsten Friedrich III. von der Pfalz als Gymnasium illustre für die Schüler des reformierten Glaubens neu gegründet. Für römisch-katholische Schüler bestand die Domschule im südlichen Kreuzgangflügel des Wormser Doms, die 1613 vom Jesuitenkolleg Worms übernommen und nach Auflösung des Ordens 1773 als Fürstbischöfliches Gymnasium weiter geführt wurde.
1689 wurde im Pfälzischen Erbfolgekrieg durch Truppen König Ludwig XIV. die Stadt Worms und dabei auch die Gebäude der Städtischen Lateinschule und des Jesuitengymnasiums zerstört. Das Jesuitengymnasium wurde 1704 bis 1707 in der Straße Luginsland, die Städtische Lateinschule ab 1729 in der Nähe des Marktplatzes neu errichtet.

### 19. Jahrhundert
1804 wurden die Städtische Lateinschule und das Jesuitengymnasium zusammengelegt. Ihr neuer Name lautete Wormser Sekundärschule. Jetzt stand die Schule allen Konfessionen offen. Erster gemeinsamer Schulleiter war Gottlob Lorenz Schneidler. 1815 wurde die Wormser Sekundärschule wieder in Gymnasium umbenannt. Ein Jahr später, 1816, erhält es durch den neuen hessischen Landesherrn die offizielle Bezeichnung Großherzogliches Gymnasium. 1819 verlor die Schule das Recht, Schüler zur Hochschulreife auszubilden. 1832 erhielt die Schule das Recht, Abiturprüfungen abzuhalten.
Zwanzig Jahre später, im Jahr 1852, wurde das Gymnasium in zwei Teilschulen aufgeteilt: In ein Gymnasium mit vier zweijährigen Klassen und in eine Realschule mit drei zweijährigen Klassen. Dennoch blieben beide Schulen unter gemeinsamer Leitung. Knapp 25 Jahre später, 1876, wurde zusätzlich eine Vorschule für Kinder mit dem Alter von sechs bis zehn Jahren ins Leben gerufen.
Im Jahr 1897 legt Käte Kehr als erstes Mädchen, nach externer Vorbereitung, das Abitur ab.

### 20. Jahrhundert

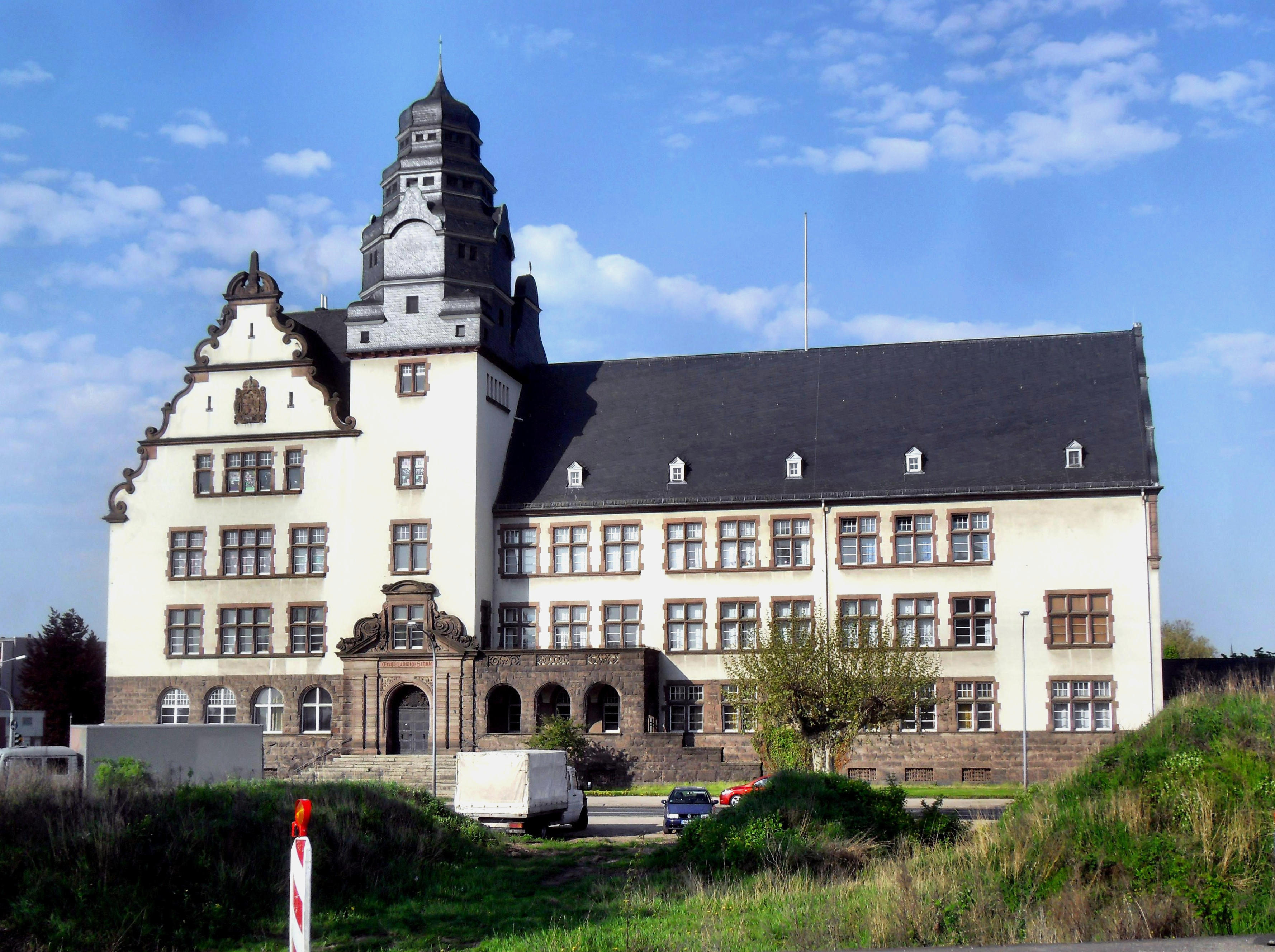
Das Gebäude der heutigen Ernst-Ludwig-Schule beheimatete von 1905 bis 1977 das altsprachliche Gymnasium Worms (ab 1976: Rudi-Stephan-Gymnasium).

In den Jahren 1900 bis 1903 wurde die Realschule zu einer neunklassigen Oberrealschule mit Abiturabschluss ausgebaut. Zwei Jahre später, 1905, zog der Gymnasialteil der Schule in einen gegenüber der Nibelungenbrücke errichteten Neubau. Im selben Jahr verließ Rudi Stephan, der spätere Namensgeber der Schule, die Unterprima des Gymnasiums. Vier Jahre später, 1907, trat mit Dora Selig erstmals ein Mädchen in das Gymnasium ein.
Im Ersten Weltkrieg kamen von 1914 bis 1918 zwei Lehrer, der Heizer der Schule und zwölf Schüler um. Für sie wurde eine Gedenktafel im damaligen Schulgebäude, der heutigen Ernst-Ludwig-Schule, angebracht.
Nach der Machtergreifung der Nationalsozialisten 1933 mussten die jüdischen Pädagogen Rabbiner Holzer und Kantor Agulnik aus dem Lehrerkollegium ausscheiden. Während des Zweiten Weltkrieges wurde 1940 bei einem Fliegerangriff das Schulgebäude schwer beschädigt. Als im März 1945 gegen Ende des Zweiten Weltkrieges deutsche Truppen das Schulgebäude verließen, richteten nachrückende amerikanische Truppen dort ein Lazarett ein. Nachdem auch diese das Schulgebäude verlassen hatten, wurde es von der Bevölkerung geplündert. Nach zahlreichen Aufräumungs- und Sicherungsarbeiten sowie einer Nutzung des Schulhauses als Internierungslager wurde im Oktober 1945 wieder der reguläre Schulbetrieb aufgenommen.
Nach einer organisatorischen Reform im Jahre 1950 der Landesregierung von Rheinland-Pfalz blieb die Schule weiter ein altsprachliches Gymnasium. Ihr Name lautete jetzt Staatliches altsprachliches Gymnasium. 1973 begann der Schüleraustausch mit der Partnerschule Music-School St Albans in St Albans. Ein Jahr später, 1974, wurde für die Gymnasiale Oberstufe offiziell die Mainzer Studienstufe eingeführt. 1976 erhielt die Schule nach ihrem ehemaligen Schüler, dem früheren Komponisten Rudi Stephan, offiziell ihren neuen Namen Rudi-Stephan-Gymnasium.
Ein Jahr später, 1977, zog man schließlich in einen Neubau in das Wormser Bildungszentrum. Etwa zehn Jahre später, 1987, wurden Schulpartnerschaften mit der Hasselager Skole in Aarhus in Dänemark und der Amal-Schule in Tiberias in Israel begründet.

## Die Schule heute

### Ganztagsschule

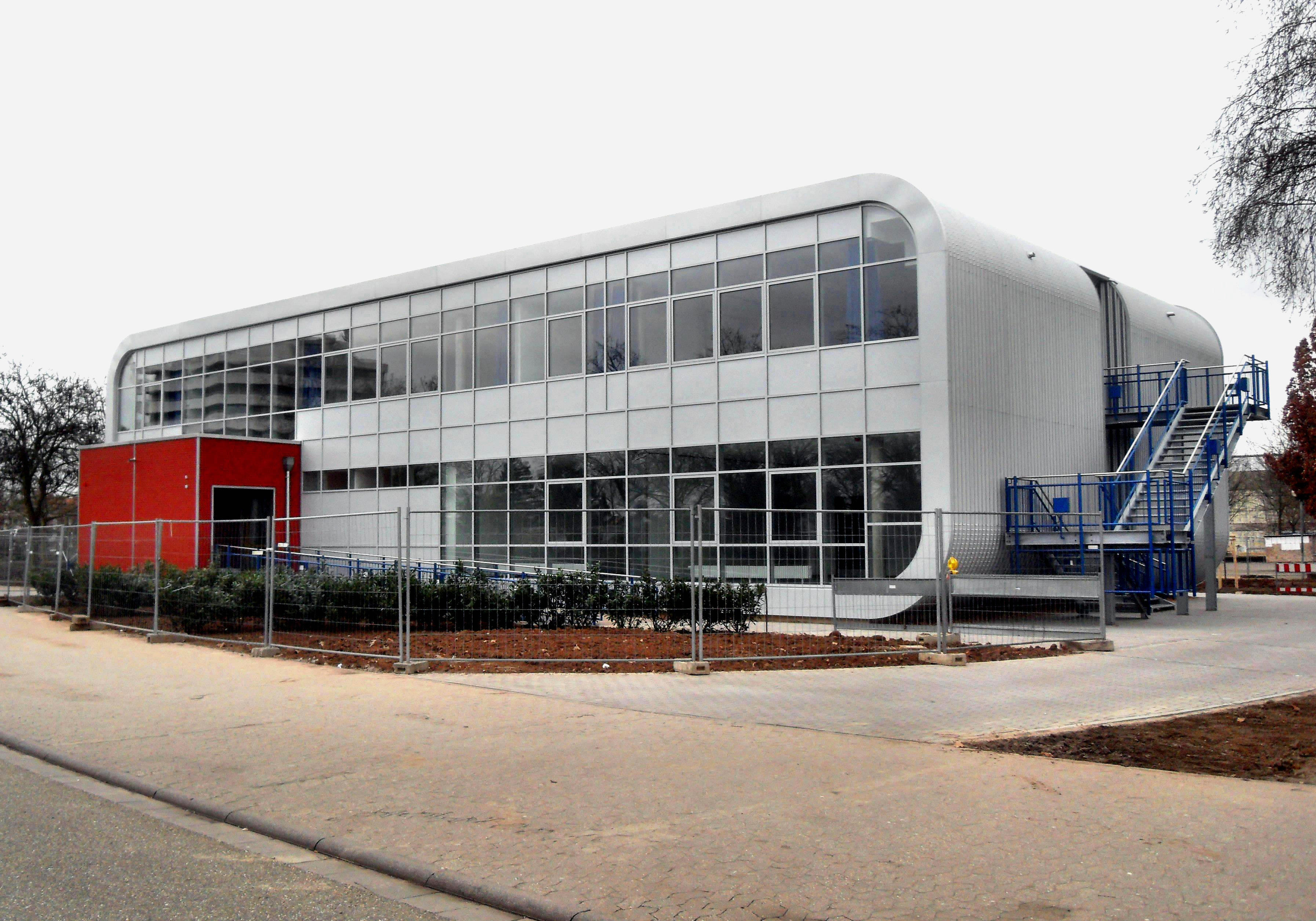
Das Mensagebäude des Rudi-Stephan-Gymnasiums

Seit dem Jahr 2005 bietet das Rudi-Stephan-Gymnasium eine Ganztagsbetreuung seiner Schüler der fünften bis zehnten Klassenstufe von Montag bis Donnerstag an. Zur Verfügung hierzu stehen eine eigene Turnhalle und eine eigene Mensa für die Ganztagsschüler.

### Unterrichtsangebot
Als Altsprachliches Gymnasium bietet das Rudi-Stephan-Gymnasium ab der fünften Klassenstufe als erste verpflichtende Fremdsprachen Latein und Englisch an. In der achten Klassenstufe muss man sich dann zwischen Altgriechisch und Französisch zur dritten verpflichtenden Fremdsprache entscheiden. Ab der elften Klassenstufe beginnt die Mainzer Studienstufe. Sie dauert knapp drei Jahre, bis man die Schule nach insgesamt knapp neun Jahren mit dem Abitur verlassen kann.

## Infrastruktur

### Schulgebäude
Das Schulgebäude des Rudi-Stephan-Gymnasiums verfügt insgesamt über fünf Geschosse: Im Untergeschoss sind zahlreiche Klassenräume sowie Räume für den Werkunterricht, die auch von den Schülern der Mainzer Studienstufe mitbenutzt werden, zu finden. Im Erdgeschoss sind hauptsächlich Verwaltungsräume sowie einige Räume für die Kunstpädagogik zu finden, die auch von den Schülern des benachbarten Gauß-Gymnasiums mitbenutzt werden. Im ersten Obergeschoss sind hauptsächlich die Fachräume für den Biologie-, Chemie- und Physikunterricht zu finden. Alle diese Räume werden ebenfalls von den Schülern des benachbarten Gauß-Gymnasiums mitbenutzt. Auch eine Schulbibliothek ist in diesem Geschoss vorhanden. Im zweiten Obergeschoss befinden sich fast ausschließlich Klassen- und Kursräume. Im dritten und obersten Geschoss befinden sich ebenfalls fast nur Klassen- und Kursräume sowie einige Räume für den Musikunterricht. In allen Geschossen sind außerdem Toilettenanlagen für Schüler und Lehrer.

### Außengelände

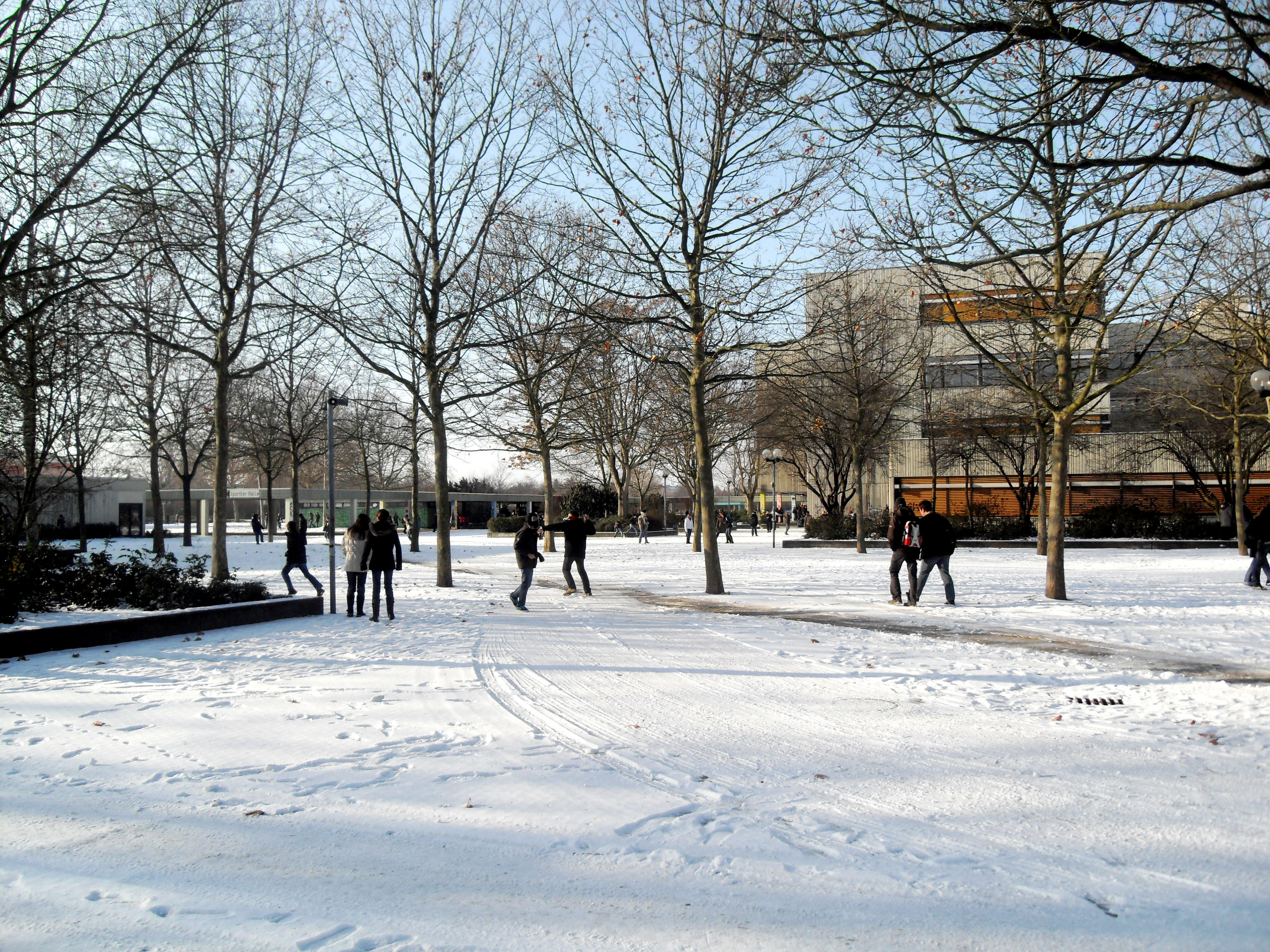
Der Schulhof des Rudi-Stephan-Gymnasiums und des benachbarten Gauß-Gymnasiums

Die Schüler des Rudi-Stephan-Gymnasiums nutzen zusammen mit den Schülern des benachbarten Gauß-Gymnasiums einen Schulhof. Unmittelbar an den Schulhof grenzen zwei Turnhallen, von denen eine zusammen mit allen Schülern des Wormser Bildungszentrums genutzt wird. Eine weitere Turnhalle wird ausschließlich von den Schülern des Rudi-Stephan-Gymnasiums genutzt, wobei den Schülern der Ganztagsschule das Vorrecht auf die Turnhallenbenutzung am Nachmittag eingeräumt wird. Weiter sind in der Nähe des Rudi-Stephan-Gymnasiums ein großzügiger Parkplatz zu finden, der von allen Schülern des Bildungszentrums benutzt wird. Außerdem befindet sich in der Nähe ein weiterer Parkplatz, der ausschließlich für Automobile der Lehrer bestimmt ist. In der Nähe dieses Parkplatzes ist außerdem eine Fahrradabstellanlage installiert, welche ausschließlich für den Gebrauch von Schülern und Lehrern des Rudi-Stephan- und Gauß-Gymnasiums bestimmt ist.

### Verkehrsanbindung
Das Wormser Rudi-Stephan-Gymnasium und das Bildungszentrum sind günstig von der Von-Steuben-Straße aus zu erreichen, einer der Hauptstraßen in Worms. Das Bildungszentrum besitzt dabei eine eigene Einfahrt an der Kreuzung mit der Von-Steuben-Straße und Kurfürstenstraße.

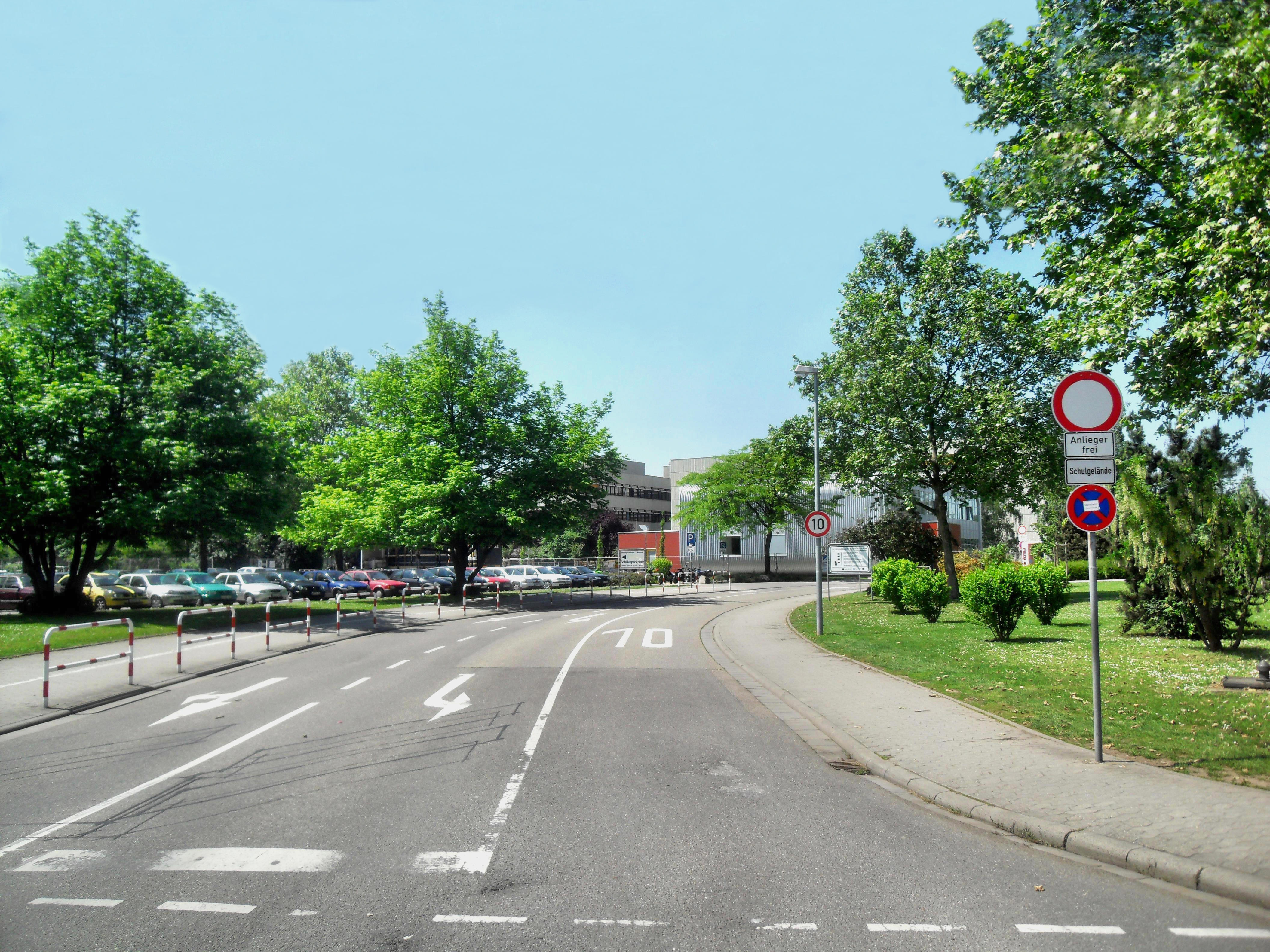
Die Haupteinfahrt des Wormser Rudi-Stephan-Gymnasiums und des Bildungszentrums

Auch befindet sich an der Von-Steuben-Straße eine stark frequentierte Bushaltestelle, die für alle Schüler des Wormser Bildungszentrums angelegt ist. Alle Linien Richtung Innenstadt, nördliches und südliches Einzugsgebiet von Worms fahren dabei über den Wormser Busbahnhof am Wormser Hauptbahnhof.

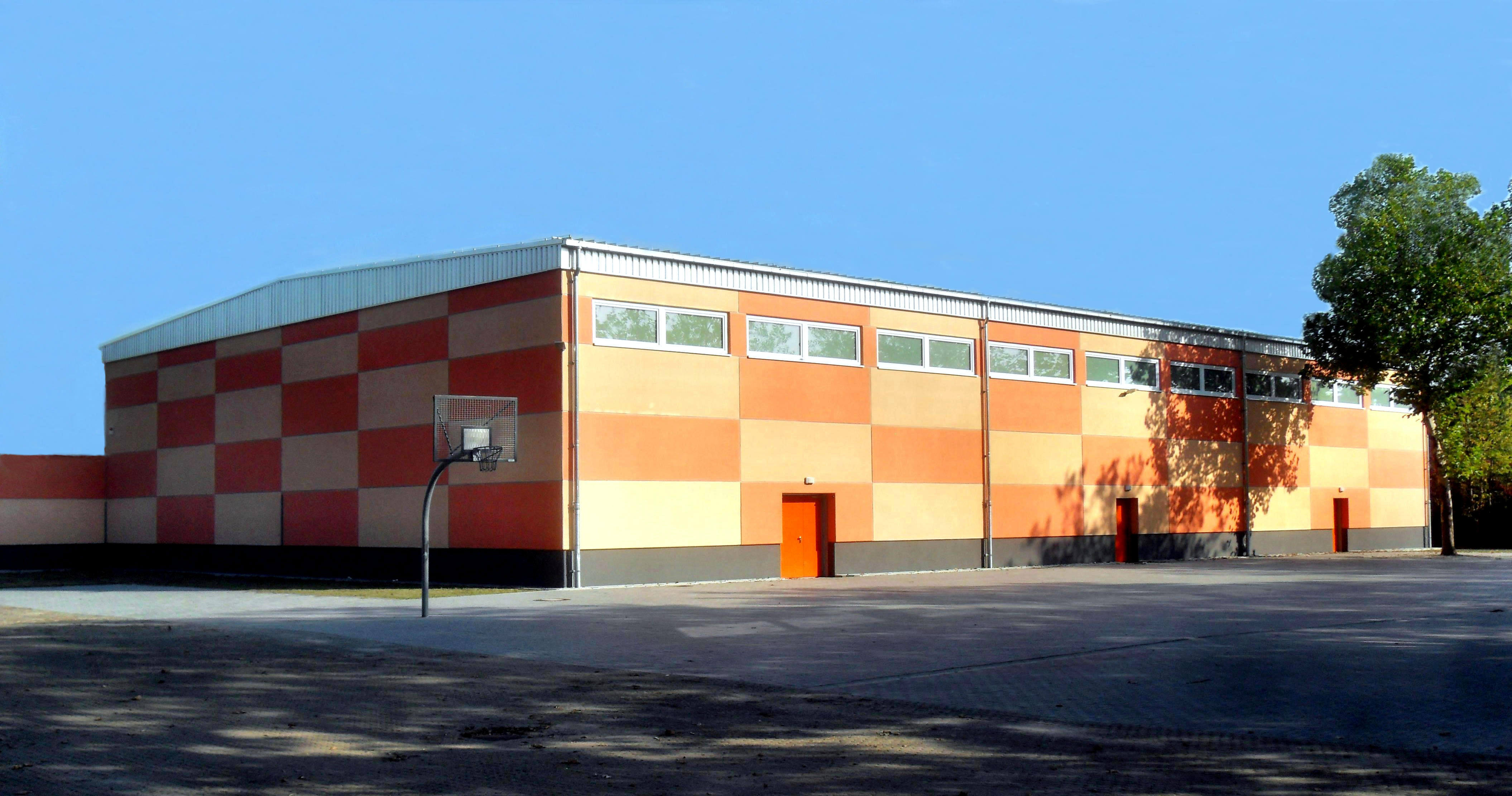
Die Turnhalle des Rudi-Stephan-Gymnasiums und seiner Ganztagsschule
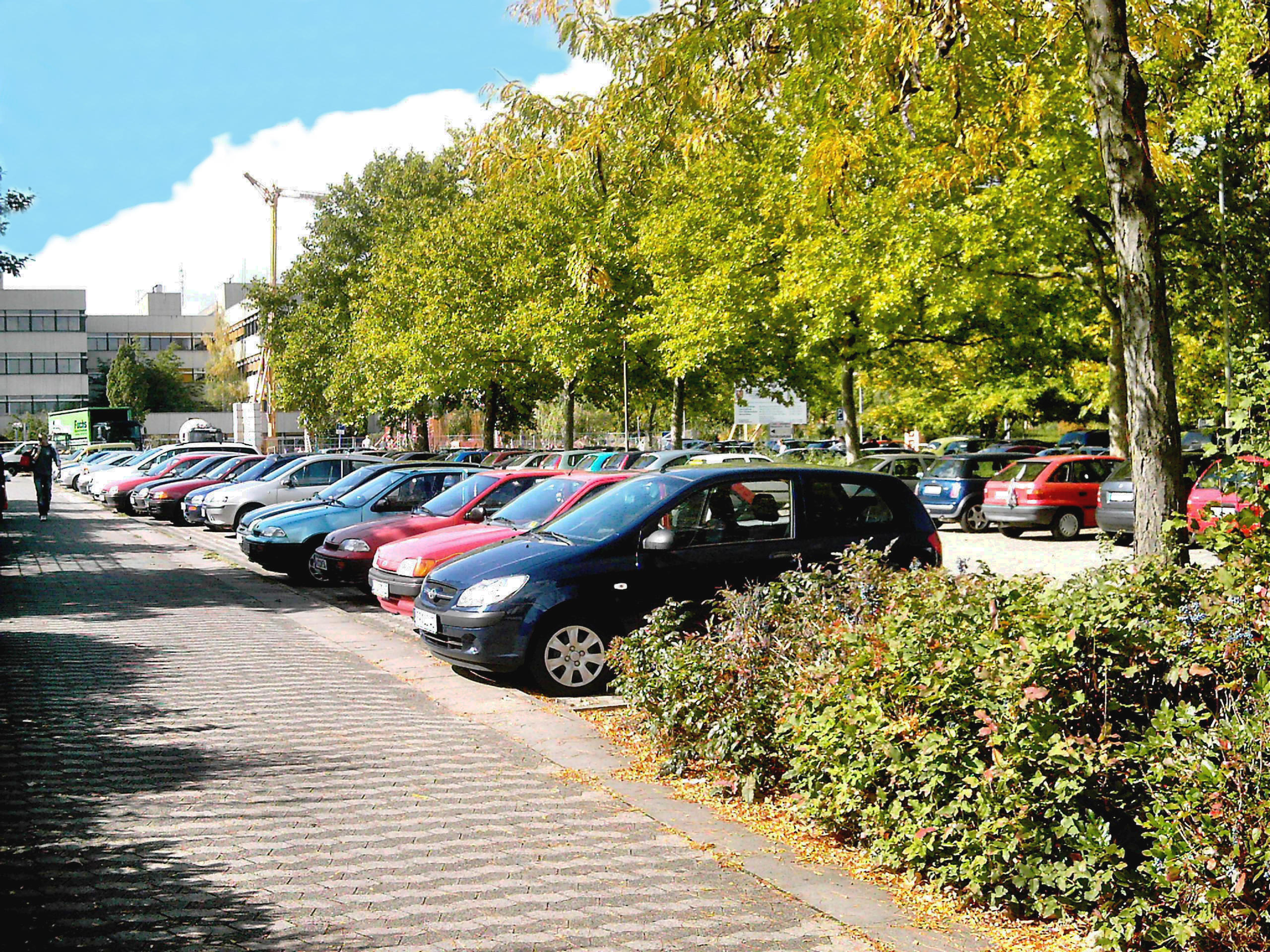
Der Schüler-Parkplatz des Rudi-Stephan-Gymnasiums und des Bildungszentrums
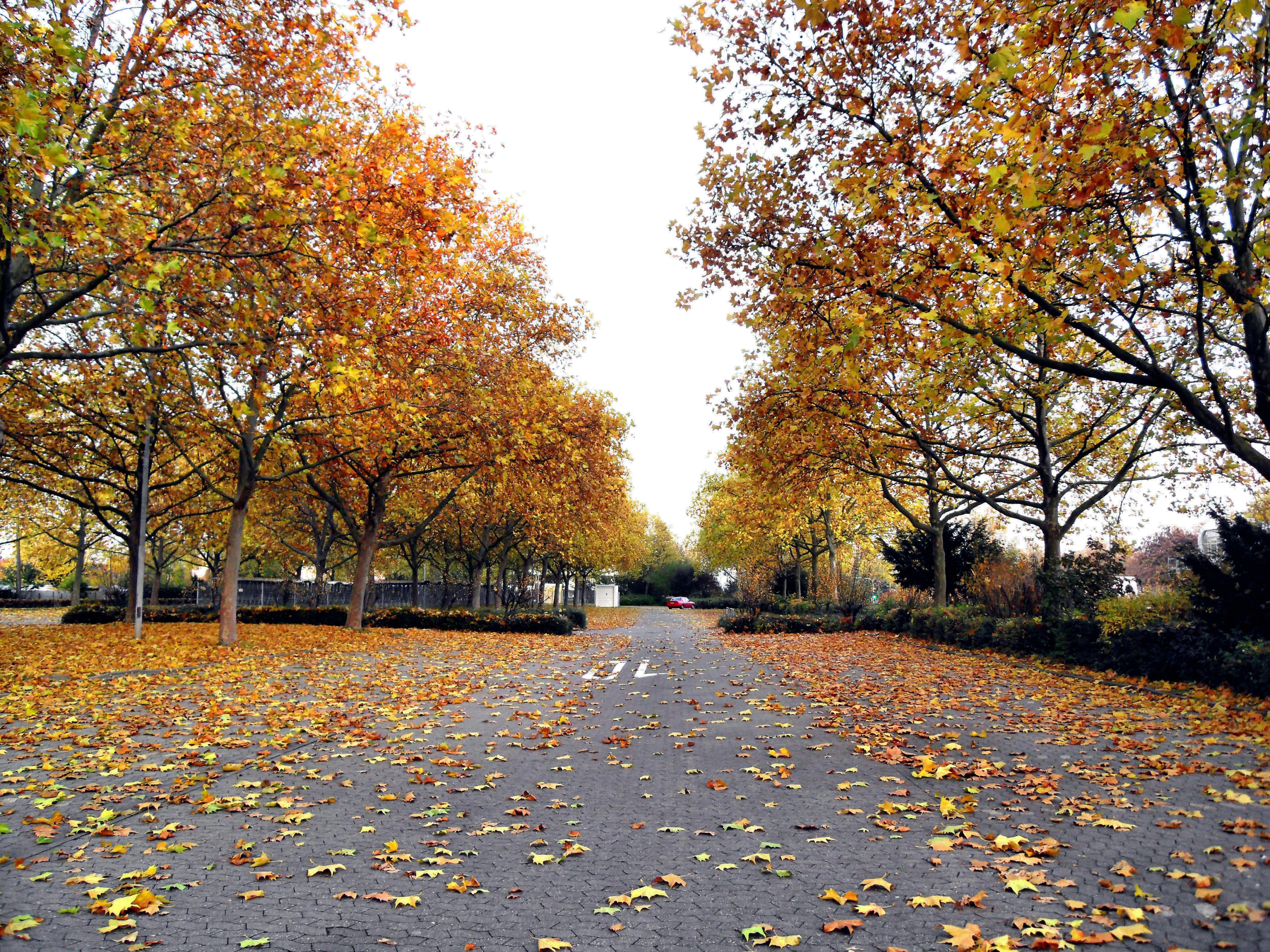
Der Parkplatz der Lehrer des Rudi-Stephan-Gymnasiums und des Bildungszentrums
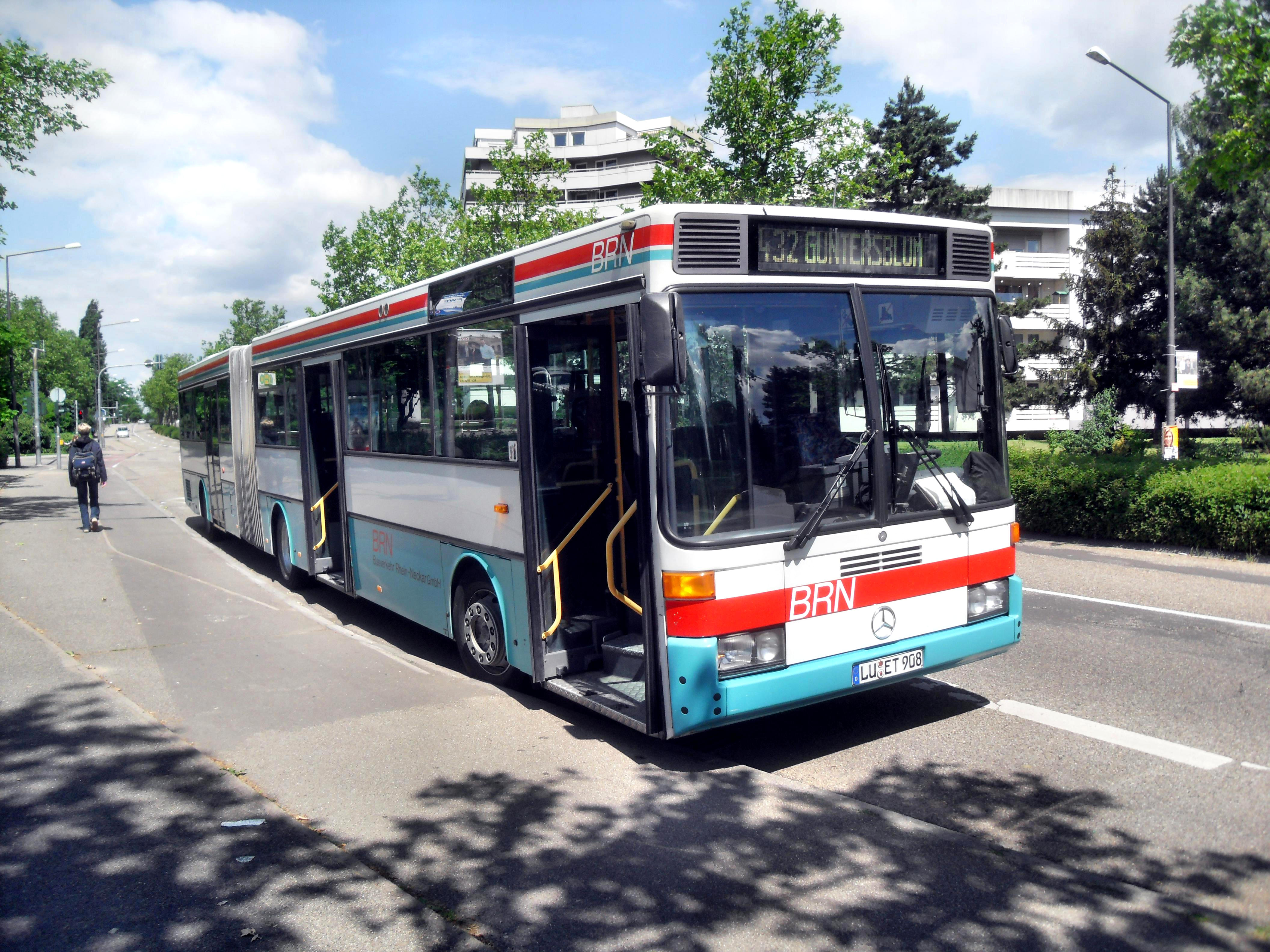
Mercedes-Benz-Bus 0 407 in der Bushaltestelle des Rudi-Stephan-Gymnasiums und des Bildungszentrums in Richtung Worms Hauptbahnhof

## Berühmte Personen

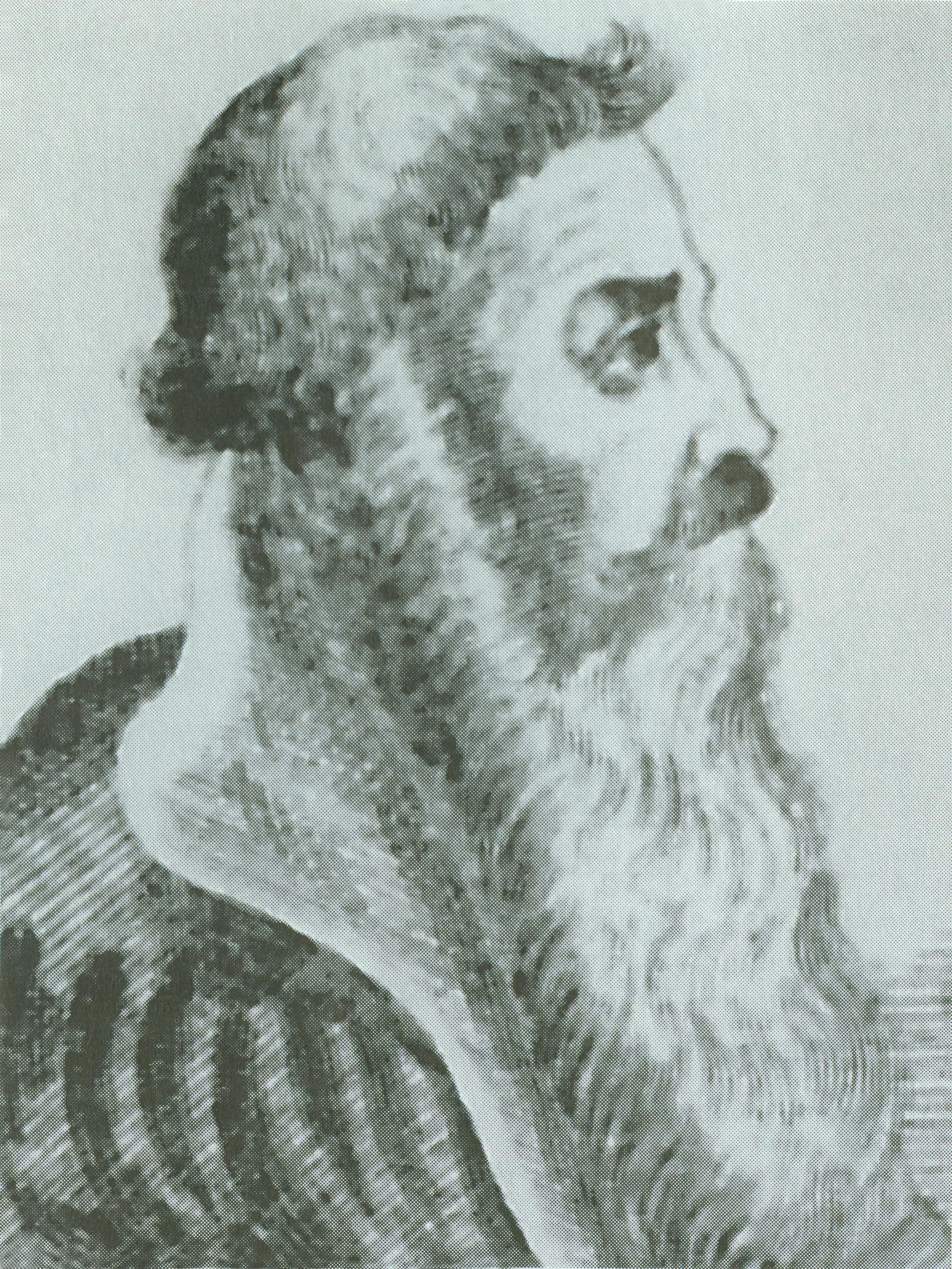
Gerhard Geldenhauer, ehemaliger Lehrer am heutigen Rudi-Stephan-Gymnasium

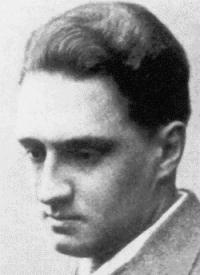
Rudi Stephan, der heutige Namensgeber des Rudi-Stephan-Gymnasiums

### Lehrer
- 16. Jahrhundert: Ulrich Sitzinger[7]
- 16. Jahrhundert: Leonhard Brunner[7]
- 16. Jahrhundert: Gerhard Geldenhauer[7]
- 1616–1618: Friedrich Spee von Langenfeld, Jesuit, Kirchenlieddichter und Kritiker der Hexenverfolgung
- 1811–1813: Adolph Diesterweg, Lehrer für Mathematik und Erdkunde: Anerkannter Pädagoge
- 1830–1833: Wilhelm Curtmann, Pädagoge, Direktor der Schule
- 1907–1922: Gustav Waldt, Mitglied in der Schriftstellervereinigung P.E.N.

### Schüler
- Abitur um 1623: Johannes Freinsheim
- Abitur 1739: Johann Nikolaus Götz
- 19. Jahrhundert: Abraham Kuhn
- Abitur 1872: Julius Becker
- Abitur 1894: Hugo Sinzheimer
- Abitur 1898: Oskar Perron
- Abitur 1899: Hermann Staudinger
- Schulabgang 1905: Rudi Stephan
- Abitur 1912: Hellmuth Mueller-Leutert
- Abitur 1953: Hans-Jörg Neuschäfer
- Abitur 1954: Otto Böcher
- Abitur 1963: Albrecht Glaser
- Abitur 1966: Frank Nonnenmacher
- Abitur 1968: Florian Gerster
- Abitur 1973: Petra Gerster
- Abitur 1975: Ulrich Neymeyr
- Abitur 1983: Dieter Schilling
- Abitur 1988: Jörg Koch
- Abitur 1994: Markus Weinmann
- Abitur 1996: Alexander Görlach
- Abitur 2005: Anne Cibis